# Cardamine ×enriquei
Cardamine ×enriquei là một loài thực vật có hoa trong họ Cải. Loài này được Marhold, Lihová & Perný mô tả khoa học đầu tiên năm 2002.